# Patinação de velocidade nos Jogos Pan-Americanos de 2015 - 10000 m eliminação + pontos masculino
A competição 10.000 m mais  pontos masculino da patinação de velocidade sobre rodas nos Jogos Pan-Americanos de 2015 foi disputada por treze patinadores na escola  católica São João Paulo II em Toronto no dia 13 de julho. 

## Calendário
Horário local (UTC-4).
| Data        | Horário | Fase  |
| ----------- | ------- | ----- |
| 13 de julho | 17:14   | Final |

## Medalhistas
| Ouro   | MEX Mike Paez                 |
| Prata  | COL Juan Sebastian Sanz Neira |
| Bronze | CAN Jordan Belchos            |

## Resultados
| Pos.              | Patinador                 | Nacionalidade            | Pontos |
| ----------------- | ------------------------- | ------------------------ | ------ |
| Medalha de ouro   | Mike Paez                 | MEX México               | 23     |
| Medalha de prata  | Juan Sebastian Sanz Neira | COL Colômbia             | 13     |
| Medalha de bronze | Jordan Belchos            | CAN Canadá               | 9      |
| 4                 | Jorge Bolanos Villacorte  | ECU Equador              | 8      |
| 5                 | Ken Kuwada                | ARG Argentina            | 6      |
| 6                 | Carlos Montoya Arce       | CRC Costa Rica           | 4      |
| 7                 | Mauricio García           | DOM República Dominicana | 4      |
| 8                 | Rolando Ossandon          | CHI Chile                | 3      |
| 9                 | Julio Mirena Ortiz        | VEN Venezuela            | 2      |
| 10                | Mario Valencia            | USA Estados Unidos       | 0      |
| 11                | Eduardo Mollinedo Oliva   | GUA Guatemala            | DNF    |
| 11                | Odir Miranda              | ESA El Salvador          | DNF    |
| 11                | Javier Sepulveda Toro     | PUR Porto Rico           | DNS    |